# 宛川河
宛川河，也作苑川河，位于中华人民共和国甘肃省中部的一条河流，为黄河右岸支流，上游称水坡河，发源于定西市临洮县东部站滩乡泉头村胡麻岭北麓，蜿蜒向北，于刘家咀进入榆中县，继续向北经高崖镇，于甘草店镇转西北流，经清水驿乡、夏官营镇、金崖镇等地，于和平镇西坪村（原属来紫堡乡）汇入黄河。河长75千米，流域面积1801平方千米。年均径流量3500万立方米。流域地处黄土高原丘陵区，沟壑密布，水土流失严重。